# Стэнфорд Лиланд (младший)

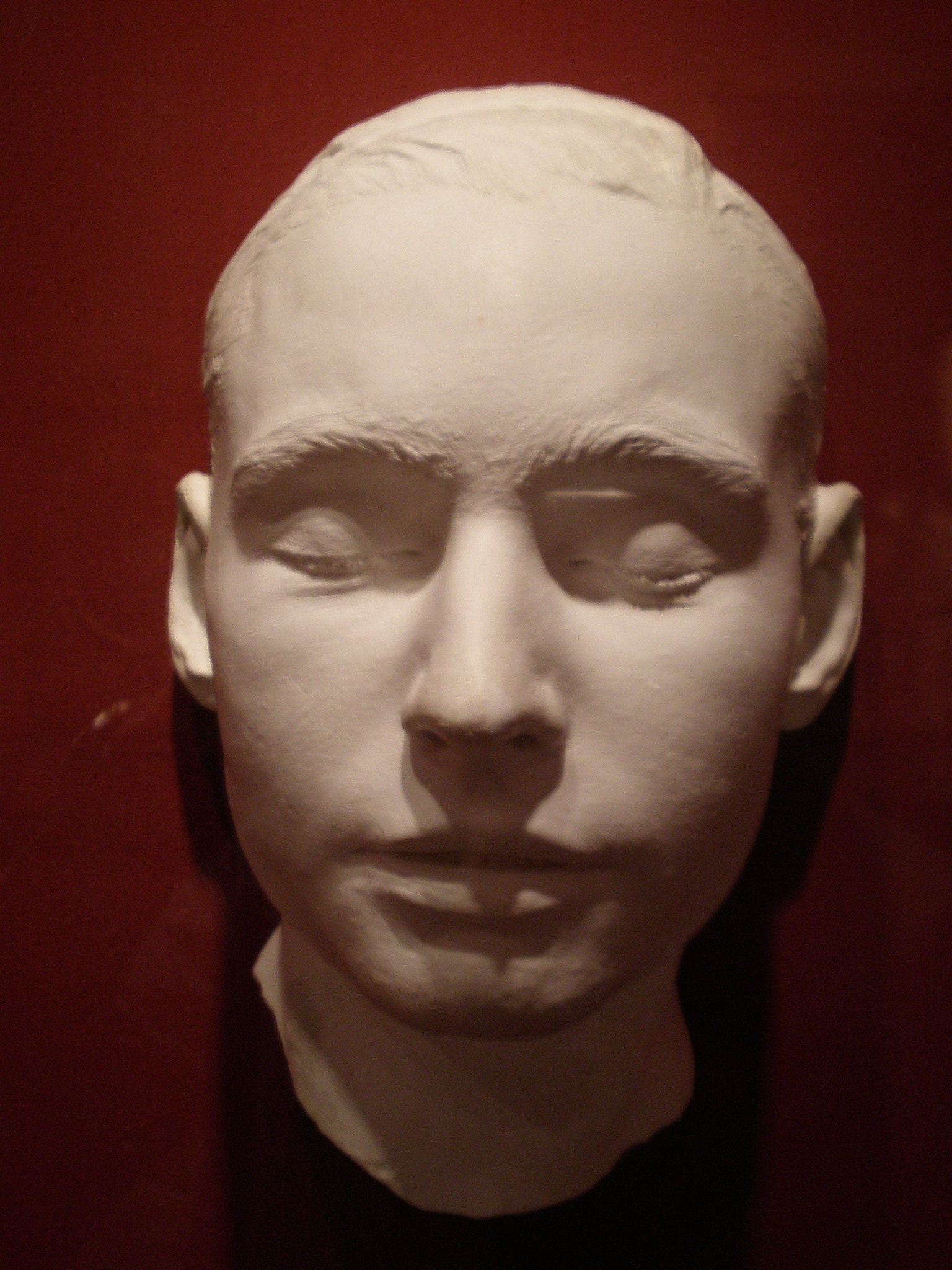
Посмертная маска Лилэнда Стэнфорда выставлена в Центре визуальных искусств Iris & B. Gerald Cantor

Лиланд Стэнфорд-младший (англ. Leland Stanford Jr.; 14 мая 1868 года – 13 марта 1884 года), известный до девяти лет как Лиланд ДеВитт Стэнфорд – человек, по имени которого назван Стэнфордский университет, прилегающий к Пало-Альто, штат Калифорния, США.

## Ранние годы
Он был единственным ребёнком губернатора Калифорнии Леланда Стэнфорда и его жены Джейн Стэнфорд (урождённой Латроп). Мать родила его в 39 лет после 18 лет бездетного брака с Лиландом Стэнфордом.

## Болезнь и смерть
Лиланд заболел брюшным тифом за два месяца до своего 16-летия, находясь в путешествии по Европе со своими родителями. Болезнь настигла его в Афинах. Родители срочно отправили сына в Италию для лечения, сначала в Неаполь, затем в Рим и, в конце концов, во Флоренцию, где он умер после нескольких недель попеременно улучшающегося и ухудшающегося состояния.

## Стэнфордский Университет
После смерти сына Лилэнд Стэнфорд-старший сказал своей жене: «нашими детьми будут дети Калифорнии».  По возвращении в Соединённые Штаты семейство Стэнфордов употребили свое состояние на увековечивание имени своего сына и основали университет имени Лиланда Стэнфорда младшего, который открылся в 1891 году.
На территории университета  находится мавзолей семейства Стэнфорд, где был похоронен Лилэнд Стэнфорд младший, а затем – его родители. После смерти Лилэнда Стэнфорда старшего 21 июня 1893 года его вдова руководила развитием университета вплоть до своей смерти 28 февраля 1905 года.

### Название университета
Хотя университет обычно называют «Стэнфордским университетом» или «Стэнфордом», его официальное название по-прежнему «Университет Лиланда Стэнфорда младшего», что отражено на печати университета.

## Внешние ссылки
- Johnston, Theresa, "About a Boy," Stanford, July–August 2003
- Стэнфорд Лиланд (младший) (англ.) на сайте Find a Grave